# River Liza
Der River Liza ist ein Fluss im Lake District, Cumbria, England. Der River Liza entsteht an der Nordwestflanke von Green Gable und Great Gable und fließt in einer generell westlichen Richtung.  Der River Liza ist der Hauptzufluss des Ennerdale Water, in das er an dessen Ostseite mündet.